# Calderones (Guanajuato)
Calderones es una localidad del estado mexicano de Guanajuato. Es parte del municipio de Guanajuato.

## Demografía
| Gráfica de evolución demográfica |
|                                  |

| Censo | Población |
| ----- | --------- |
| 1900  | 426       |
| 1910  | 994       |
| 1921  | 201       |
| 1930  | 165       |
| 1940  | 178       |
| 1950  | 206       |
| 1960  | 522       |
| 1970  | 339       |
| 1980  | 541       |
| 1990  | 708       |
| 2000  | 793       |
| 2010  | 946       |
| 2020  | 1 163     |